# Анадолска селџучка архитектура
Анадолска селџучка архитектура, или једноставно Селџучка архитектура, односи се на грађевинске активности које су се одвијале у доба  Румског султаната (касни 11. до 13. век), којим је владао изданак династије Селџука која је настала из Великог Селџучког царства (11–12. век) поред разних других локалних династија. Анадолски Селџуци су патронизирали своју традицију архитектуре чији се преживели примери углавном налазе у данашњој Турској. Анадолска селџучка архитектура била је еклектична и под утицајем више традиција укључујући јерменску, византијску, иранску и сиријску архитектуру. За разлику од раније архитектуре Великог Селџучког царства на истоку, њихове зграде су углавном биле грађене од камена и имале су значајну камено-клесану декорацију, као и декорацију плочица. Селџучки султанат се завршио крајем 13. века, али архитектура је наставила да цвета у Анадолији, укључујући и рано Османско царство.

## Историјска позадина
- Минбер Аладин џамије, Конија (1155–1156.)
- Детаљи рада кундекари на минберу Аладин џамије
- Предњи део минбера Аладинове џамије
- Минбер џамије из Сирта (13. век), који се сада налази у Етнографском музеју Анкаре
- Минбер Велике џамије у Дивригију (1228–1129.)
- Детаљ Дивриги минбера
- Детаљ са предње стране минбера Велике џамије Сиврихисара (1275.)
- Предњи део минбера џамије Ешрефоглу, Бејшехир (1297–1299.)

Турци Селџуци су створили Селџучко царство у 11. веку, освојивши цео Иран и друге простране територије од Хиндукуша до источне Анадолије и од Средње Азије до Персијског залива. 1071. године, након победе Селџука над Византијским царством у бици код Манцикерта, Анадолија је отворена за турске насељенике. Центар селџучког архитектонског покровитељства био је Иран, где су изграђена прва стална селџучка здања.
Након пропадања Великих Селџука крајем 12. века, различите турске династије формирале су мање државе и царства. Огранак династије Селџука владао је султанатом у Анадолији (такође познатим као Румски султанат), Зенгиди и Артукиди су владали у Горњој Месопотомији и оближњим регионима, а Хорезмијско царство владало је Ираном и Средњом Азијом до монголских инвазија у 13. веку. Поред анадолских Селџука, са главним градом Конијом, друге локалне династије постојале су широм Анадолије, као што су Данишменди у Кајсерију и Сивасу, Салтукиди у Ерзуруму и Менгузекиди у Дивригију и Ерзинџану. Током друге половине 12. века и почетком 13. века ове друге династије су постепено освајали или асимилирали Селџуци из Коније. Краљевство Данишменда је припојено 1178. године, царство Салтукида је припојено 1202. године, а Менгузекиди су постали савезничка локална династија која је браком повезана са Селџуцима из Коније.
Златно доба анадолског Селџучког царства уследило је почетком 13. века. Током прве половине своје владавине, анадолски Селџуци се нису бавили много грађевинским активностима јер су се борили да утврде политичку стабилност. Под патронатом анадолских Селџука, Артукида и других локалних династија, како аутохтоне хришћанске архитектонске традиције – као што су византијска, јерменска и грузијска – тако и регионалне исламске архитектонске традиције – попут оних у Сирији, Ираку, Ирану и Централној Азији – синтетизоване су у веома инвентиван и оригиналан стил, са даљим локалним варијацијама под неким династијама.
Анадолска селџучка архитектура је концентрисана у већим градовима тог периода као што су Конија (њихов главни главни град), Кајсери, Сивас, Нигде и Ерзурум, и селџучка дела могу се наћи у скоро сваком већем анадолском граду у централној и источној Анадолији. Дуж обала, Селџуци су заузели Анталију и Синоп и изградили нову утврђену луку у Алањи. Мање турске кнежевине у Анадолији, као што су Данишменди и Салтукиди које су освојили Селџуци, такође су допринеле архитектури Анадолије током ове ере. Зенгиди и Артукиди, који су у почетку служили Великим Селџуцима пре него што су контролисали своје властите области, такође су претворили градове као што су Мосул, Дијарбакир, Хасанкејф и Мардин у важне центре архитектонског развоја који су имали дугорочни утицај у ширим регионима Анадолије и Сирије.
Власт анадолских Селџука је опала након њиховог пораза од Монгола у бици код Кесе Дага 1243. У источној Анадолији, монголски Илканиди су у почетку владали индиректно преко селџучких вазала, пре него што су преузели директну контролу после 1308. Поново су се локално појавиле мање кнежевине и емирати. Чак и док је Селџучко царство слабило у тринаестом веку, њихова интензивна грађевинска активност није престала. Упркос опадању селџучке моћи, селџучка традиција архитектуре је углавном опстала и наставила да се развија под новим владарима и покровитељима. Везаност великог дела Анадолије за Илканидско царство можда је такође обновила уметничке везе са Ираном, центром тог царства. На пример, изградња монументалних портала са два минарета је посведочена у ранијим иранским селџучким споменицима, али се у анадолским селџучким споменицима појавила тек након монголског освајања. У централној и источној Анадолији, под династијама попут Караманида и Еретнида, архитектура је остала прилично традиционална. У западној Анадолији, турске кнежевине на византијској граници у региону биле су са много древних грчких и римских споменика. Као резултат тога, архитектура је овде експериментисала са селџучким елементима и византијском и медитеранском традицијом. Једна од локалних турских династија, Османлије, на крају је успоставила Отоманско царство и развила стил османске архитектуре.

## Опште карактеристике
Анадолски Селџуци су владали територијом која је била мултиетничка и коју су тек населили муслимани. Као резултат тога, њихова архитектура је била еклектична и укључивала је утицаје других култура. Флуидност друштва на граници исламског света, заједно са чињеницом да су Селџуци уживали само кратак период стабилне владавине пре монголске инвазије, спречила их је да развију јединствени „царски“ стил архитектуре. Иако је Конија била живописно средиште покровитељства почетком 13. века, није нужно наметала сопствене уметничке стилове другим градовима. Уместо тога, архитектура широм Анадолије била је под снажним утицајем креативности локалних занатлија и покретних радионица занатлија који су путовали регионом у потрази за покровитељима.
Селџучка архитектура је била под утицајем јерменске архитектуре због запошљавања муслиманских архитеката пореклом из средњевековне Јерменије и јерменских архитеката и зидара. Персијски утицаји су такође наставили да имају снажно дејство. Генерално, селџучка архитектура комбинује облике и технике из византијске, јерменске и грузијске архитектуре са онима из Ирана, Сирије, Ирака и Централне Азије. Утицај других култура на анадолске Селџуке такође се може видети по употреби сполија (делови старијих грађевина) у архитектури. Постоје примери анадолске селџучке архитектуре која користи сполије на видљивим местима у јавним зградама које се налазе у центрима и на улазима у градове. Висок квалитет сполија у одређеним случајевима, у комбинацији са преовлађујућим законима који су спречавали рушење важних јавних објеката, допринели су очувању елемената древне архитектонске традиције.
Већина анадолских селџучких дела је од тесаног камена, са циглом резервисаном за минарете. Употреба камена у Анадолији је највећа разлика у односу на селџучке грађевине у Ирану које су прављене од цигле. То је такође довело до тога да је више њихових споменика сачувано до модерног доба. У својој изградњи каравансараја, медреса и џамија, анадолски Селџуци су заменили иранску употребу цигле и малтера употребом камена. Резбарење у камену било је један од најуспешнијих врста декорације. Иако су плочице биле уобичајено коришћене у Ирану, анадолска архитектура је увела иновације у употребу облога од плочица за покривање читавих површина независно од других облика декорације, као што се види у Каратај медреси.
Анадолски Селџуци су јако наглашавали гостопримство што је подстакло развој зграда као што су каравансараји и други комплекси који су се фокусирали на пружање склоништа и хране путницима. Ибн Батута, путник из 14. века, писао је о овој појави у својим путописима. Медресе нису служиле само за подучавање, већ су биле намењене и за одржавање разних ритуала и за смештај гостију. Вишеструка оријентација медресе показује њихову прилагодљивост променљивим верским ситуацијама.

## Џамије
Архитектура анадолских селџучких џамија била је комбинација турско-исламске културе и анадолске традиције. План са четири ивана (у облику крста), развијен под ранијим Селџуцима у Ирану, није се појавио у анадолским селџучким џамијама. Конгрегацијске (велике) џамије које су градили анадолски Селџуци укључивале су конзервативније хипостилне конструкције које су имале широке сале са низовима стубова који су носили таваницу. Главни примери за то су Велика џамија у Сивасу (1197.) и Аладин џамија у Конији (изграђена у више периода између 1156. и 1235. године). Минарети селџучких џамија грађени су од камена или цигле, обично на каменој подлози. Понекад су били украшени украсном циглом или глазираном керамичком декорацијом до нивоа балкона.
Најмањи тип џамије је месцид (од арапског месџид). Развијен је током тринаестог века у централној Анадолији и чинила га је квадратна комора на чијем је врху била купола. Ова врста џамије може бити самостојећа структура или може бити интегрисана у већу зграду. Друга врста мале џамије је цитадела џамија, или кале месциди, која је развијена у источној Турској током дванаестог века. Ове џамије имале су сложеније планове у односу на друге мале џамије, а унутрашњост је била подељена на неколико пролаза који су били прекривени бачвастим и попречним сводовима. Примери овог типа су џамије цитаделе у Дивригију (1180–1181.) и Ерзуруму (12. век).
Грађене су и џамије „базиличног“ типа, јер имају линеарнији распоред са својом дужом осом у равни са михрабом и киблом (правцем молитве). Овај тип има своје претходнике у цитаделским џамијама из 12. века и можда је био под утицајем локалне црквене архитектуре. Развијенији примери јављају се у 13. веку, као што је Аладинова џамија у Нигдеу (1223.), која има три „брода“ која се протежу уздужно према зиду кибле и три куполе које покривају просторе испред овог зида. Бурмали Минаре џамија и џамија Гок медресе, обе изграђене у Амасији у 13. веку, такође имају базиликалне планове, али су у овим случајевима три куполе постављене у линији преко централног брода управно на зид кибле. Оваквим постављањем купола наглашена је постојећа традиција постављања куполе испред михраба.

Велика џамија у Дивригију (1228–1229.) има изглед који се може описати као хипостилни или базиликални. Састоји се од три брода, при чему је средишњи брод испред михраба шири од осталих. Купола покрива четвртасти простор испред михраба, а друга купола са окулусом покрива простор у средини џамије. Сличне карактеристике се могу наћи у џамији Хунат Хатун у Кајсерију, која је део већег комплекса који датира из 1237–1238. Ова џамија има централни брод који је наглашен са две куполе (једна испред михраба и друга у средини џамије), али има већи број бродова или пролаза. Исти распоред са две куполе налази се у Великој џамији у Кајсерију, коју су 1135. године основали Данишменди, али је обнављана и модификована више пута у каснијим вековима, укључујући и Селџуке, 1205–1206.
- Унутрашњост Велике џамије у Сивасу (1197.)
- Минарет Велике џамије у Сивасу (13. век)[32]
- Спољашњост Аладин џамије у Конији (12-13. век)
- Хипостилни ентеријер Аладин џамије у Конији

„Дрвена“ џамија, варијација хипостилне џамије са дрвеним стубовима и таваницама, појавила се у западној централној Анадолији у 13. веку. Најранији пример је Велика џамија Сиврихисара (1232.), док су други примери Велика џамија у Афионкарахисару (1272.) и Арсланхане џамија у Анкари (око 1290.). Најдовршенији пример је џамија Ешрефоглу у Бејшехиру, коју су 1297. године изградили Ешрефиди. Дрвени стубови у неким од ових џамија су китњасто изрезбарени. Ови дрвени стубови су можда били под утицајем прошлости средњоазијских Турака и њихових великих шатора које су држали слични резбарени дрвени стубови.
- Џамија цитадела у Дивригију (1180–1181.)
- Џамија цитадела у Ерзуруму (12. век)
- Унутрашњост џамије цитаделе у Ерзуруму

У југоисточној Анадолији, под контролом династија Артукида, утицај постојеће сиријске архитектуре и џамија био је доминантнији. Један од најзначајнијих споменика овде је Велика џамија у Дијарбакиру. Првобитно је основана у 7. веку, али је поново изграђена у свом садашњем облику под великим Селџуцима крајем 11. и 12. века, коју су Артукиди наставили да проширују у касном 12. и 13. веку. По облику је слична Великој џамији у Дамаску а њене китњасте дворишне фасаде поново користе класичне римске елементе уз исламске мотиве. Још једна важна џамија Артукида у региону је саборна џамија која је почела 1204. године у Кизилтепеу, која има сличан распоред са запаженим китњастим каменорезима михраба.
- Улазни портал Аладин џамије у Нигдеу (1223)
- Унутрашњост Аладин џамије у Нигдеу
- Портал Велике џамије Дивриги у Дивригију (1228–1229.)
- Унутрашњост Велике џамије Дивриги
- Спољашњост џамије Хунат Хатун у Кајсерију (1237–1238.)
- Подручје са куполом (првобитно мало отворено двориште) у центру џамије Хунат Хатун
- Бурмали Минаре џамија у Амасији (13. век)

Касније, архитектура џамија је била разноврснија, са примерима као што су Саруханидска саборна џамија (Ulu Cami)) у Маниси (1371.), Иса-бегова џамија у Селчуку (1374.) и Иљас-бегова џамија у Милету (1404.). Како су године пролазиле, све је већи нагласак на куполасти простор испред михраба, који је на крају кулминирао у џамијама са куполом османске архитектуре.
- Велика џамија  у Афионкарахисару (1272), пример дрвене хипостилне џамије
- Ешрефоглу џамија у Бејшехиру (1297), још једна џамија са дрвеним стубовима
- Поплочан михраб џамије Ешрефоглу

## Медресе и болнице
Бројне изграђене медресе архитектонски чине углавном два типа. Један тип, сличан онима у Ирану и Месопотамији, био је усредсређен око отвореног дворишта које је било омеђено различитим бројем ивана (са најмање једним иваном који се налазио дуж осе улаза). У овим медресама декорација је била концентрисана око монументалног улазног портала. Медреса Чифте Минарели (око 1250. или 1253.) у Ерзуруму је један од најранијих примера улазног портала надвишеног двоструким минаретима. Гок медреса (1271–1272.) у Сивасу је још један богат споменик сличног облика, који је подигнут исте године као и две друге медресе отвореног дворишта у истом граду - медреса Чифте Минарели (само делимично очувана) и медреса Буруџије. Ак медреса у Нигдеу (1404.) је веома касни пример ове форме коју су изградили Караманиди, емират савременик раних Османлија, иако се одликује лођом са луковима дуж другог спрата фасаде.
Друга врста медресе, која је била специфична за Анадолију, била је мања медреса са централним двориштем покривеним куполом или сводом. Ово је посебно било карактеристично за Конију, а пример су медреса Каратај и медреса Инсе Минарели. Јакутијска медреса у Ерзуруму је такође каснији пример овог типа, изграђена 1310. године под Илканидима. Унутрашњост је прекривена вишеструким сводовима, а у центру дворане је квадратни свод.

Болнице (познате као darüşşifa) су такође изграђене у многим градовима и обично су пратиле распоред медреса. Ћифте или „Двоструку“ медресу у Кајсерију (око 1205.) су основали Кејхусрев I и његова сестра Гевхер Несибе Хатун и састоји се од две дворишне зграде на отвореном, медицинске школе (медресе) и болнице, које су спојене заједно. Шифаије медреса коју је изградио Из ал-Дин Кејкавус I у Сивасу (1217–1218.) била је болница и састоји се од зграде отвореног дворишта са интегрисаном гробницом за оснивача. Болница Дивриги, део већег комплекса џамија, подсећа на медресу са наткривеним двориштем.
- Велика џамија у Дијарбакиру (основана у 7. веку, реконструисана у 12. веку)
- Детаљи украшене фасаде источног дворишта у Великој џамији у Дијарбакиру
- Фасада Велике џамије у Кизилтепеу, коју су започели Артукиди 1204.

## Гробнице
Гробнице, које су често пратиле медресе или џамије, биле су најчешће полигоналног (често осмоугаоног) или кружног типа са куполом изнутра и купастим кровом споља, мада је било варијација. Овај тип слободностојећег маузолеја, познат на турском као кумбет, имао је преседане у кулама-гробницама изграђеним раније у Ирану. У Анадолији су развили посебан стил који је укључивао богату камено-клесану декорацију.
- Унутрашњост Велике џамије (Ulu Cami)) у Маниси, коју су саградили Саруханиди око 1371.
- Иса-бегова џамија у Селчуку (1374.)
- Иљас-бегова џамија у Милету (1404)

## Каравансараји
- Медреса Гевхер Несибе (Çifte Medrese) у Кајсерију (око 1205.)
- Портал Дарушифе (болнице) у комплексу џамије Дивриги (1228–1229.)
- Унутрашњост болнице у комплексу џамије Дивриги
- Медреса Чифте Минарели у Ерзуруму (око 1250.)
- Унутрашњост медресе Чифте Минарели
- Улазни портал Каратај медресе у Конији (око 1251.)
- Декорација плочица унутар Каратај медресе
- Медреса Инсе Минарели у Конији (око 1265.)
- Унутрашњост медресе Инсе Минарели
- Фасада Гок медресе у Токату, Турска,  изграђена око 1270.
- Улаз и минарети Гок медресе у Сивасу (1271–1272.)
- Буруџије медреса у Сивасу (1271–1272.)
- Двориште Буруџије медресе
- Јакутијска медреса у Ерзуруму (1310.)
- Унутрашњост Јакутијске медресе

Неки од најупечатљивијих споменика Селџука били су каравансараји изграђени дуж многих трговачких путева између градова. На стотине их је подигнуто у 13. веку. Данас их постоји само стотинак у различитим стањима очуваности. Већина Селџучких каравансараја изграђена је између 1220. и 1250. године, што је био врхунац Селџучког царства.
Ове зграде су имале за циљ да подстакну трговину у селџучком царству, грађене су на главним трговачким линијама и служиле су путницима из целог света. Служиле су и у друге сврхе, као што су војне намене, владине куће за султана и његову пратњу, краљевске пансионе за посете монарсима, затворе и места уточишта. Нудиле су оброке, смештај, медицинску негу, купање и друге сличне услуге свим врстама путника. Већина ових објеката је такође укључивала џамију или бар простор за обављање верских обреда.
Селџучки каравансараји су јединствени по плану и дизајну, иако са утицајима раније иранске и јерменске архитектуре. Њихов тачан распоред и детаљи су се разликовали, али су одређене карактеристике биле заједничке. Пружање сигурности и заклона били су основна функција, за шта су служили дебели камени зидови са једним улазом и прорезима. Овај јединствени улаз је контролисао приступ и био је затворен ноћу. Кровови каравансараја су такође повремено коришћени за одбрану, обезбеђени степеницама и понекад опремљени платформама за стражаре да надгледају путеве. Зидови су обично имали контрафоре а на врху су имали зупце. Споља су имали мало украса, осим главног улазног портала, који је био најистакнутији елемент, богато украшен. Зграде су обично биле распоређене око централног дворишта, понекад са великом наткривеном салом на једној страни, правоугаоног облика. Каравансараји су имали и штале за животиње, места за паковање и распакивање робе и преноћиште за госте. Заклоњене галерије су биле састављене од два нивоа: у приземљу су биле штале, а на горњем нивоу је била платформа на којој су се налазила роба и људи. Ови различити нивои одржавали су различите степене чистоће, јер су раздвајали животиње и људе. Многи караван-сараји су такође имали системе за воду, укључујући  и канализацију.
Неки караван-сараји су били једноставне правоугаоне зграде без дворишта, које су се састојале од ходника са засвођеним пролазима. Алајхан каравансарај, који је вероватно изградио Килич Арслан II око 1190. године, садржи један од најстаријих портала украшених мукарнама у анадолској исламској архитектури. Други пример је Сусуз Хан (око 1246.) на путу између Анталије и Бурдура, иако његов недостатак дворишта може бити последица незавршене градње или каснијег рушења.
 

Најмонументалнији каравансараји комбиновали су оба ова типа, укључујући Султан Хан на путу Конија -Аксарај (1229.), Султан Хан код Кајсерија (1236–1237.), Азикара Хан североисточно од Аксараја (завршен 1240.), и Каратај Хан источно од Кајсерија (завршен око 1240.). Имају спољашњи изглед тврђаве са полуоблим бастионима и улазним порталом од украшеног клесаног камена који води у унутрашње отворено двориште. У средишту ових дворишта понекад се налазила мала молитвена просторија подигнута изнад земље на четири стуба. На супротној страни улаза, други портал је водио у наткривену дворану са много пролаза од централног пролаза са централном куполом.
- Гробница Килиџа Арслана II у Аладин џамији у Конији (око 1190.)
- Гробница Сите Мелик у Дивригију (пре 1197.)
- Гробница емира Салтука у Ерзуруму (крај 12. века)
- Гробница Мелике Мама Хатун у Терџану (почетак 13. века)
- Спољни зид и улазни портал у гробницу Мама Хатун
- Декорисана фасада од цигле и плочица гробнице Из ал-Дин Кејкавуса I у Сивасу (1217–1218.)
- Донер Кумбет у Кајсерију (1276.), гробница селџучке принцезе
- Гробница Худавенд Хатун у Нигдеу (1312.)

## Утврђења и палате
Међу селџучким војним утврђењима, један од најбоље очуваних примера је скуп грађевина из 13. века у приобалном граду Алањи, који укључује зидине, приморски торањ или бастион (кула) и поморски арсенал или бродоградилиште. У југоисточној Анадолији, град Дијарбакир је сачувао значајне делове својих одбрамбених зидина. Зидови потичу из различитих периода, али имају неколико кула које су изградили Артукиди, које су украшене мешавином калиграфских натписа и фигуративних слика животиња и митолошких бића исклесаних у камену.
Мало је сачувано од селџучких палата, које су у неким случајевима биле изграђене унутар цитадела. У Конији, краљевска палата и цитадела Селџука некада су стајали поред Аладинове џамије на брду са погледом на центар града. Сачувани су само делови једног од његових павиљона. Овај павиљон је подигао Килич Арслан II на врху једне од кула цитаделе. Друге палате више не стоје, али су у неким случајевима ископане и документоване. Постојала је летња палата коју је у близини Кајсерија изградио Кејкубад I. Састојала се од три мале зграде изграђене око вештачког језера, укључујући џамију, кућицу за чамце и још једну грађевину са две собе, са декорацијом од плочица. Палата Кубадабад је била још једна летња палата коју је изградио исти султан на обали језера Бејшехир. Састојала се од 16 малих зграда ограђених утврђеним зидом, укључујући и стамбене јединице украшене плочицама.

## Мостови
У Анадолији су и Селџуци и Артукиди изградили бројне мостове преко река. Најчешћи тип моста био је мост са једним распоном шиљастог лука или онај код кога је главни распон био велики шиљасти лук. Рани пример овога је мост Малабади (1147.) који су изградили Артукиди преко реке Батман источно од Силвана. Овај облик моста постојао је већ у римско и византијско доба, а наставио се користити и у каснијем османском периоду (нпр. чувени Стари мост у Мостару). За плиће реке са слабијим струјама, равнији вишелучни мостови били практичнији. Пример за то је мост Дикле, најстарији мост из исламског доба у Анадолији, који је изграђен преко реке Тигар 1065–1067. Овај тип моста постао је уобичајен током периода Бејлика, а градиле су га и Османлије. Још један значајан мост из раног турског/исламског доба у Анадолији је срушени Стари мост у Хасанкеифу, који су изградили Артукиди између 1155. и 1175. године, познат по својим високим масивним стубовима.

## Камене слике
Исламске културе су користиле фигуралне представе у својој уметности, али ређе у религијским контекстима. Анадолајски Селџуци и суседни Артукиди били су без преседана у својој богатој употреби ових мотива и користили су их чак и у својој верској уметности и архитектури. Један од кључних начина на који су фигуре биле представљене у селџучкој архитектури су камени рељефи. Селџуци су излагали ове уметничке форме на својим вратима, најуочљивијим местима. Ова врста камених украса коришћена је на профаним и верским објектима и на утврђењима попут градских зидина, често на вратима, капијама и улазима. Ова традиција фигуралних слика је на крају нестала након што је регион дошао под доминацију Илканида.

### Људски мотиви
Људски мотиви су ретко коришћени у селџучкој архитектури. Примери укључују Аладин џамију у Нигдеу и капију болнице у комплексу Велике џамије у Дивригију. Ова врста слика била је везана за веровање Селџука у астрологију и приказивала је астролошке и планетарне симболе на каменим зидовима. Ретко су приказивали одређене људске фигуре, као што се види на другој на капији болнице у Дивригију. Сматра се да је овај пример портрет одређене особе, а не планетарних фигура.

### Лавови
Животињски мотиви су били најкоришћенији тип слика у Селџучком царству, а омиљени је био лав. Као и људски мотиви, употреба слика лава се често повезује са зодијачким симболом за сунце. Примери укључују рељефе лавова на Чифте медреси у Кајсерију, два рељефа лава који се боре против бикова у Великој џамији у Дијарбакиру и рељефе лавова са дрветом живота и обликом полумесеца на гробници Донер Кумбет у Кајсерију.

### Орлови/птице грабљивице
Док се орао обично приказује на структурама које се односе на смрт, двоглави орао је имао сложеније значење и традиционално се приказује на светијој архитектури. Они су приказани као жестоке животиње, попут лавова, и сматрало се да су заштитни мотив. Примери мотива двоглавог орла као симбола моћи налазе се на артукидским кулама градских зидина у Дијарбакиру. Појављују се и на западном улазном порталу Велике џамије у Дивригију и на Донер Кумбету у Кајсерију изнад дрвета живота.

### Змај
Појављујући се ретко у светој селџучкој архитектури, мотив змаја се чешће користи на  градским зидинама и палатама. Без обзира где су змајеви били приказани, готово увек су били поређани у парове и окренути један према другом, као да се боре. Селџучки змајеви имали су опаке главе са отвореним устима, змијско тело и реп. Понекад су имали крила, а понекад су били приказани са роговима. Ова врста слика је уско повезана са раним кинеским змајевима, где су слични свирепи змајеви били приказани изнад улаза у гробнице. Примери резбарених рељефа змајева укључују пар змајева на улазној фасади Чифте Минарели медресе у Ерзуруму и још један пар који су један насупрот другом на луковима џамије у центру Султан Хана у близини Кајсерија.

### Сирена
Сматра се да су сирене као митско женско створење одавале зло и често су биле приказане са крунама, рибљим реповима, а повремено и крилима. Сирене су такође биле значајне за теме зодијака које су Селџуци често приказивали, а сирене су често представљале Близанце. Употреба сирена у анадолском региону датира из доба пре Селџука, са утицајем египатског текстила и уметности из 7. и 8. века и кинеског текстила из 6. и 7. века. Примери слика сирене могу се наћи на гробници Худавенд Хатуна и на плочицама палате Кубадабад.

### Сфинга
Уобичајена у профаној селџучкој архитектури, али ретка у светим грађевинама, сфинга је још једно митско створење које су Селџуци користили на својим структурама и уметничким објектима. Пример рељефа сфинге на грађевини, иако оштећен, може се наћи на Донер Кумбету. Сматрало се да сфинга одбија зло и да има заштитне карактеристике, па се најчешће користила на градским зидинама и палатама.

### Животињски циклус (зодијак)
У вези са 12-месечним зодијаком, Селџуке је интересовао и кинески зодијак, 12-годишњи циклус у коме се свакој години додељује животиња (пацов, бик, тигар, зец, змај, змија, коњ, коза, мајмун, петао, пас и свиња). Селџуци су усвојили ове мотиве и искористили их кроз рељефне радове на неколико маузолеја, а током каснијег селџучког периода под монголском доминацијом, ова врста дела је још више коришћена. Примери тога се могу видети на гробу емира Салтука, на гробници султана Хана у близини Кајсерија и на Гок медреси у Сивасу.

## Минбери
Минбери (често преведен као "проповедаоница") су један од ретких стално присутних објеката у џамијама. Састојали су се од кратког степеништа, обично са вратима на дну и малом структуром налик киоску на врху. Анадолијски минбери у доба Селџука, као и до раних отоманских времена, били су направљени од дрвета и били су украшени исклесаним арабескним мотивима и геометријским шарама.
Најсавршенији турски минбери овог периода направљени су техником кундекари, у којој су многи међусобно повезани комади дрвета држани заједно без употребе ексера или лепка. Ови делови су били спојени као мозаик и подржани унутрашњим дрвеним оквиром. Примери таквих минбера укључују минбер Аладинове џамије у Конији (датиран у 1155–1156, пре многих каснијих рестаурација џамије), минбере џамија конгрегације  у Малатији и Сирту (оба из 13. века и оба се сада налазе у Етнографском музеју Анкаре), минбер Велике џамије Сиврихисара (1275.) и минбер џамије Ешрефоглу (1297–1299.). Овај стил минбера наставио је да се користи у анадолским џамијама све до раног отоманског периода. 
- Портал са мукарнама Алејхана (делимично реконструисан), вероватно око 1190.
- Издигнута молитвена соба у центру Султан Хана код Кајсерија (1236–1237.)
- Двориште Азикара Хана, завршено 1240.
- Двориште Киркгоз Хана (између 1237. и 1246.)
- Сусуз Хан (око 1246.)
- Двориште и улаз у наткривену салу Каратај Хана (око 1240.)